# 杨柳河站
杨柳河站位于中国四川省成都市温江区，是成都地铁4号线的地下车站。

## 车站概要
本站位于海科路东段与南熏大道三段交汇口，沿海科路东段、南熏大道三段呈东西向布置，于2017年6月2日启用。因临近杨柳河而得名。4号线二期工程初期方案时并无本站，后在优化调整中增设。

## 车站构造
本站为地下一层侧式站台车站，总长198.17米，共设4个出入口，2组共6个风亭。

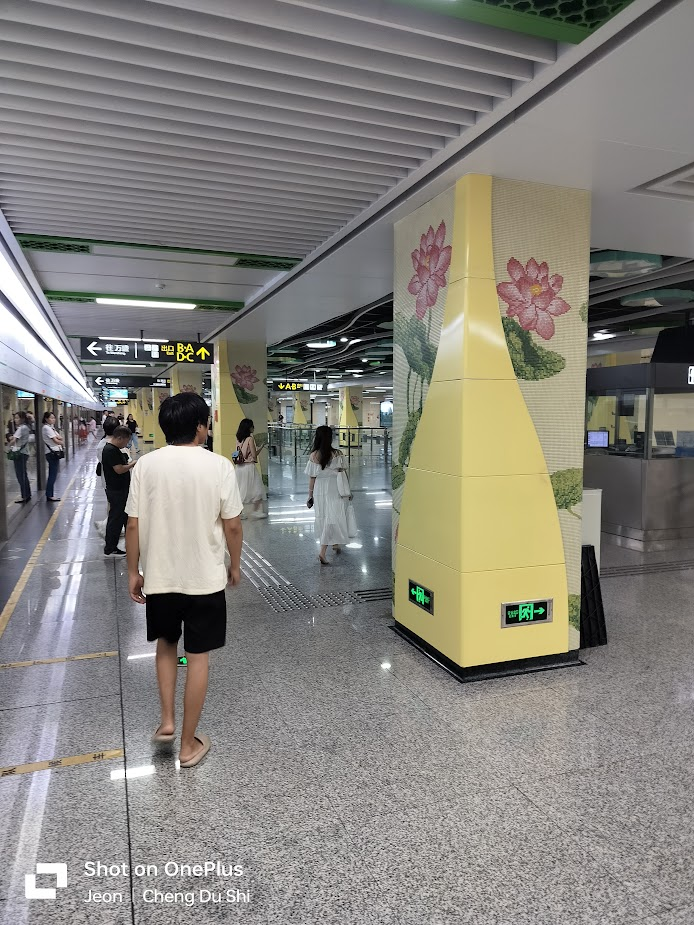
站厅/站台

| 地面      |                                | 出入口                 |  |
| 地下 一层 | 站厅                           | 安检、售票机、站内商店 |  |
| 地下 一层 | 侧式站台，右边车门将会开启     |                        |  |
| 地下 一层 | 4号线列车往万盛方向（万盛）    |                        |  |
| 地下 一层 | 4号线列车往西河方向 （凤溪河） |                        |  |
| 地下 一层 | 侧式站台，右边车门将会开启     |                        |  |
| 地下 一层 | 站厅                           | 安检、售票机、站内商店 |  |
| 地下 二层 |                                | 站厅连接通道           |  |

- 站厅/站台

## 内装与公共艺术
杨柳河站以青莲为主题。
青莲，即青色莲花，多年生浮叶型水生草本植物。花瓣长而广，青白分明。唐朝李白号青莲居士，宋代有周敦颐的《爱莲说》提到：”出淤泥而不染，濯清涟而不妖“，常用来比喻性格品质高尚的君子。

## 出入口信息
本站目前开放4个出入口。
| 出口编号 | 设施                    | 地点         | 可到达目的地                           |
| -------- | ----------------------- | ------------ | -------------------------------------- |
|          |                         |              |                                        |
|          | 无障碍电梯              | 海科路东段   | 成都师范学院                           |
| 出口 · B | 无障碍卫生间            | 南熏大道三段 | 榕树岭、柳岸阳光                       |
| 出口 · C |                         | 南熏大道三段 | 万盛安全文化广场、银滩                 |
| 出口 · D | 无障碍电梯 无障碍卫生间 | 南熏大道三段 | 商会大厦商业中心、西南财经大学柳林校区 |

## 大事记
- 2015年1月20日，主体结构开工[3]；
- 2015年8月16日，主体结构封顶[5]；
- 2016年12月20日，完成调度指挥权、属地管理权和设备使用权移交至成都地铁运营公司的移交[6]；
- 2017年6月2日，正式启用[1]。